# Гран Виа
Гран Виа (на испански: Gran Vía) е голяма търговска улица, разположена в Централен Мадрид. Тя е основна пътна артерия на града. Началото ѝ започва от улица „Алкала“ (Calle de Alcalá) и площад „Сибелес“ (Plaza de Cibeles), а краят ѝ завършва с площад „Испания“ (Plaza de España).
Това е една от най-оживените улици на Мадрид. На нея са разположени много магазини, кина и театри. Сградите, разположени на улицата, се отличават със своята забележителна архитектура.

## История
В средата на 19 век градското управление на Мадрид решава, че трябва да бъде създадена улица, която да свързва ул. „Алкала“ с площад „Испания“. Проектът изисква много сгради в центъра на града да бъдат разрушени. Десетилетия след първите планове строителството на улицата все още не е започнало. Тогава испанските медии наричат проекта „Gran Vía“ или „Великата улица“. Накрая през 1904 г. улицата е одобрена и след няколко години строежът започва. Последната част от улицата е била завършена през 1929 г.

## Забележителни сгради
Новата пътна артерия на Мадрид дава поле за изява на много архитекти, които искат да създават големи сгради в най-новите архитектурни стилове. Първото здание, което привлича окото, е Едифисио Метрополис (Edificio Metropolis), която е и най-известната сграда на улицата. Построена е между 1907 г. и 1911 г. от архитектите Хулес и Раймонд Февриер. Оригиналната статуя на върха на сградата е заменена през 1975 г. от статуята на крилата богиня на победата.
Малко по-надолу по „Гран Виа“, отдясно на Едифисио Метрополис, се намира друга забележителна сграда – Едифисио Граси (Edificio Grassy). Както и Едифисио Метрополис, тя е ъгловидна, но завършва с малка кула. Построена е през 1975 г. Оттук се вижда и сградата на „Телефоника“ – висока сграда, построена между 1926 и 1929 г. за офиси на испанската телекомуникационна компания Telefónica.

## Площад Каляо
По средата на „Гран Виа“ се намира малкият площад „Каляо“. Със своите 6 кинотеатъра този площад е сърцето на киното в Мадрид. Един от тях е кино „Капитол“ (Capitol) – красива сграда, построена в стил арт деко. В днешно време много от кинотеатрите са обновени и предназначението им е променено в по-доходоносни търговски центрове.

## Площад „Испания“
Последната част на „Гран Виа“ е построена между 1925 и 1929 г. и води до площад „Испания“ (Plaza de España). Това е голям площад, на който се извисяват величествено двата симетрични небостъргача Едифисио де Еспаня (Edificio de España) и Торе де Мадрид (Torre de Madrid), построени през 1950 г.
Тук „Гран Виа“ преминава в улица „Принсеса“ (Calle Princesa), която води на север към „Арко де ла Виктория“ (Arco de la Victoria).

## Името на улицата
„Гран Виа“ е имала много официални и неофициални имена в миналото. Улицата е била разделена на 3 части. Първата част е построена между 1910 и 1917 г. и е наречена „Улицата на Граф Пенялвер“ (Calle del Conde de Peñalver). Строежът на втората част започва през 1917 г. и приключва през 1921 г. Тя е наречена „Улицата на Пи и Маргал“ (Calle de Pi y Margall). Третата, последна част, се строи след 1925 г. и е наречена „Улица Едуардо Дато Ирадиер“ (Calle Eduardo Dato Iradier).
3 месеца преди Гражданската война в Испания започват Вторите републикански промени и имената на много улици са променени. Първите 2 части на „Гран Виа“ са преименувани на C.N.T. Авенида (Avenida de la C.N.T.) или авеню. След началото на войната тя е преименувана на Авенида „Русия“ (Avenida de Rusia). Това се дължи на подкрепата, оказана от СССР на републиканските сили. По-късно е преименувана на името на Съветския съюз (Avenida de la Unión Soviética). Въпреки тези имена улицата си остава известна като Avenida de los obuses поради атаките на националистическите сили, подкрепящи Франсиско Франко. Атаките на това място продължават и поради това, че тук се намира сградата на Telefónica.
След края на войната, когато фалангистите влизат в Мадрид, името на улицата се променя на „Хосе Антонио“ (Avenida de José Antonio) в чест на Примо де Ривера, основателя на испанската фаланга. Тя носи това име някъде до 1981 г. По време на испанската демокрация кметът на Мадрид преименува 27 улици и „Хосе Антонио“ става „Гран Виа“ (Великата/Голямата улица).